# 大沢葡萄
大沢葡萄（おおさわぶどう）は、秋田県横手市大沢地区にて栽培されるブドウを指す。

## 大沢ぶどうの始まりと品種の推移

### 年表
- 1888年（明治21年）ごろ: 高橋運次郎の自宅に白ブドウ（甲州種）を植える。
- 1894年（明治27年） : 妹尾鶴治が米国種のカートバやイサベラ（コンコード）を栽培した。病虫害にかかることもなくよく育ったため、栽培を奨励した。それを受け、高橋運次郎がイサベラ種の苗を購入し、栽培した。
- 1907年（明治40年）: 高橋運次郎が欧州種のブラックハンボルクを購入し栽培した。その結果、驚くべき成果が出たと記録されている。
- 1909年（明治42年）: 高橋源治がカメルスアーリー、グリーサ、ホワイトナイスなどを購入し栽培した。
- 1911年（明治44年）ごろ: 高橋源治がナイアガラを購入し栽培した。
- 1912年（明治45年）: 高橋源治がハーバート、アリーオハイオ、チャンピオン、カムアスアーリー、ハートソオート、フェルリック、ミルズなどの苗木を購入して栽培した。しかし、いずれも病虫害に弱かったため、営利的栽培品種としてはカメルスアーリーとナイアガラに決定し、栽培を奨励した。
- 1928年（昭和3年）: 栽培種類 - ナイアガラ70%、カメルスアーリー30%。高橋豊治が地域に適したブドウ品種としてキャンベル・アーリーを奨励した。

### 戦前
平鹿郡山内村果樹改良組合『果樹改良組合事績調査』によれば、1888年（明治21年）ごろ、高橋運次郎の自宅に植えられた白ブドウ（甲州種）のよく育った大株ひとつがよく実を付け、一棚分の実が金3円で売れたという。これが山内村のブドウ栽培の始まりである。1920年（大正9年）ごろから栽培技術が大きく進歩したため、山内村のブドウ栽培は発展した。

### 現在
現在、大沢地区で栽培されているブドウの品種が、従来のキャンベル・アーリー、ナイアガラ、ポートランドなどから、巨峰やスチューベンに交替しつつある。その理由として、消費者の高級品嗜好の流れに合わせたことがあげられる。

## 利用
生食、またはジュースやジャムなどに加工されている。